# خيارات MSI الإنجابية
إم أس آي الإنجابية (بالإنجليزية: MSI Reproductive Choices)‏ وبقي اسمها (بالإنجليزية: Marie Stopes International)‏ حتى نوفمبر 2020، هي منظمة دولية غير حكومية تقدم خدمات منع الحمل والإجهاض الآمن في 37 دولة حول العالم. توفر المنظمة مجموعة متنوعة من خدمات الرعاية الصحية الجنسية والإنجابية بما في ذلك المشورة ، وقطع القناة الدافقة ، والإجهاض في البلدان التي تعمل بها بحيث يكون القيام بذلك قانونيًا. يقع مقرها في لندن وهي مؤسسة خيرية مسجلة بموجب القانون الإنجليزي.
في عام 2015 كان هناك ما يقدر بنحو 21 مليون امرأة حول العالم يستفدم من استشارات المنظمة لمنع الحمل والإجهاض. تدعي المنظمة أنه في عام 2015 أدت الخدمات التي قدمتها إلى تجنب 6.3 مليون حالة حمل غير مقصود و 4 ملايين عملية إجهاض غير آمنة ، و 18100 حالة وفاة بين الأمهات.
الخدمات الأساسية للمنظمة هي تنظيم الأسرة والإجهاض الآمن والرعاية بعد الإجهاض ورعاية صحة الأم والطفل بما في ذلك الولادة الآمنة إضافة لتشخيص وعلاج الأمراض المنقولة جنسياً والوقاية من فيروس نقص المناعة البشرية / الإيدز.

## التاريخ
في عام 1975 أعلنت مؤسسة ماري ستوبس إفلاسها وأصبحت تُدار تطوعياً. لاحقا استطاع تيم بلاك أعادة تأسيس المنظمة لتكون شركة اجتماعية باسم ماري ستوبس إنترناشونال في عام 1976.
في عام 1992 ، أنشأت شركة الخدمات الاستشارة (بالإنجليزية: Options Consultancy Services)‏ وهي شركة فرعية مملوكة للمنظمة بالكامل وعرّفت الشركة عن نفسها بأنّها «مزودة للخبرة الفنية والاستشارات قصيرة الأجل وخدمات الإدارة طويلة الأجل في القطاعين الصحي والاجتماعي». وفي عام 2000 افتتحت المؤسسة فرعها في أستراليا وهي المؤسسة الوحيدة المُعتمدة في أستراليا بشكلٍ قانوني لتقديم خدمات الإجهاض الآمن وقطع القناة الدافقة ووسائل منع الحمل في الدولة. وفي عام 2008 افتُتح فرع المنظمة في ولاية مكسيكو سيتي ، حيث أتاح التغيير التشريعي تحسين الوصول إلى خدمات الإجهاض.

### تغيير الاسم
في تشرين الثاني (نوفمبر) 2020 ، غيرت ماري ستوبس إنترناشونال اسمها إلى «خيارات MSI الإنجابية» حيث كان اسم المنظمة قيد المناقشة لسنوات عديدة.

## منع الحمل
قدرت المنظمة الخدمات التي قدمتها حتّى عام 2019 بما يقرب من 13 مليون حالة حمل غير مقصود، و 346000 حالة وفاة بين الأمهات و 6.5 مليون عملية إجهاض غير آمنة. وفي عام 2019 كان هناك 32 مليون امرأة يستفيدون من استشارات الشركة لمنع الحمل.

### بلغات أجنبية
1. 1 2  "Abortion provider changes name over Marie Stopes eugenics link". BBC News. 17 نوفمبر 2020. مؤرشف من الأصل في 2021-07-11.
2. ↑  Charity Commission. MARIE STOPES INTERNATIONAL, registered charity no. 265543.
3. ↑  "Global Impact Report 2015". Marie Stopes International. مؤرشف من الأصل في 2018-02-25. اطلع عليه بتاريخ 2016-11-03.
4. ↑  "Global Impact Report 2012 Reaching the Under served" (PDF). Marie Stopes International. مؤرشف من الأصل (PDF) في 2013-12-19.
5. ↑  "Tim Black". The Times. 12 ديسمبر 2014. مؤرشف من الأصل في 2016-01-12. اطلع عليه بتاريخ 2014-12-15.
6. ↑  "History". About Us. Marie Stopes International. مؤرشف من الأصل في 2016-03-24. اطلع عليه بتاريخ 2014-12-15.
7. ↑  "Options Consultancy Services Ltd". devex. مؤرشف من الأصل في 2019-11-11. اطلع عليه بتاريخ 2020-11-17.
8. ↑  "Learn More About Us | Marie Stopes AU". Marie Stopes Australia (بالإنجليزية الأمريكية). Archived from the original on 2021-09-18. Retrieved 2018-05-31.
9. ↑  "News - Marie Stopes International". mariestopes.org. مؤرشف من الأصل في 2008-06-26.
10. ↑  2013 Marie Stopes International Global Impact Report نسخة محفوظة 2015-01-08 على موقع واي باك مشين.